# Talasani
Talasani ist eine französische Gemeinde im Département Haute-Corse auf der Insel Korsika. Sie gehört zum Kanton Casinca-Fiumalto im Arrondissement Corte.

## Geografie
Talasani grenzt im Osten an das Tyrrhenische Meer. Das Siedlungsgebiet liegt durchschnittlich auf 392 Metern über dem Meeresspiegel. Die Nachbargemeinden sind Taglio-Isolaccio im Norden, Pruno im Nordwesten, Pero-Casevecchie im Südwesten und Poggio-Mezzana im Süden.
Durch Talasani führte die einstige Nationalstraße Route nationale 848.

## Bevölkerungsentwicklung
| Jahr      | 1962 | 1968 | 1975 | 1982 | 1990 | 1999 | 2008 | 2012 |
| --------- | ---- | ---- | ---- | ---- | ---- | ---- | ---- | ---- |
| Einwohner | 263  | 236  | 226  | 218  | 394  | 516  | 561  | 731  |

## Sehenswürdigkeiten
- Die Pastoralkirche Sainte-Lucie aus dem 17. Jahrhundert

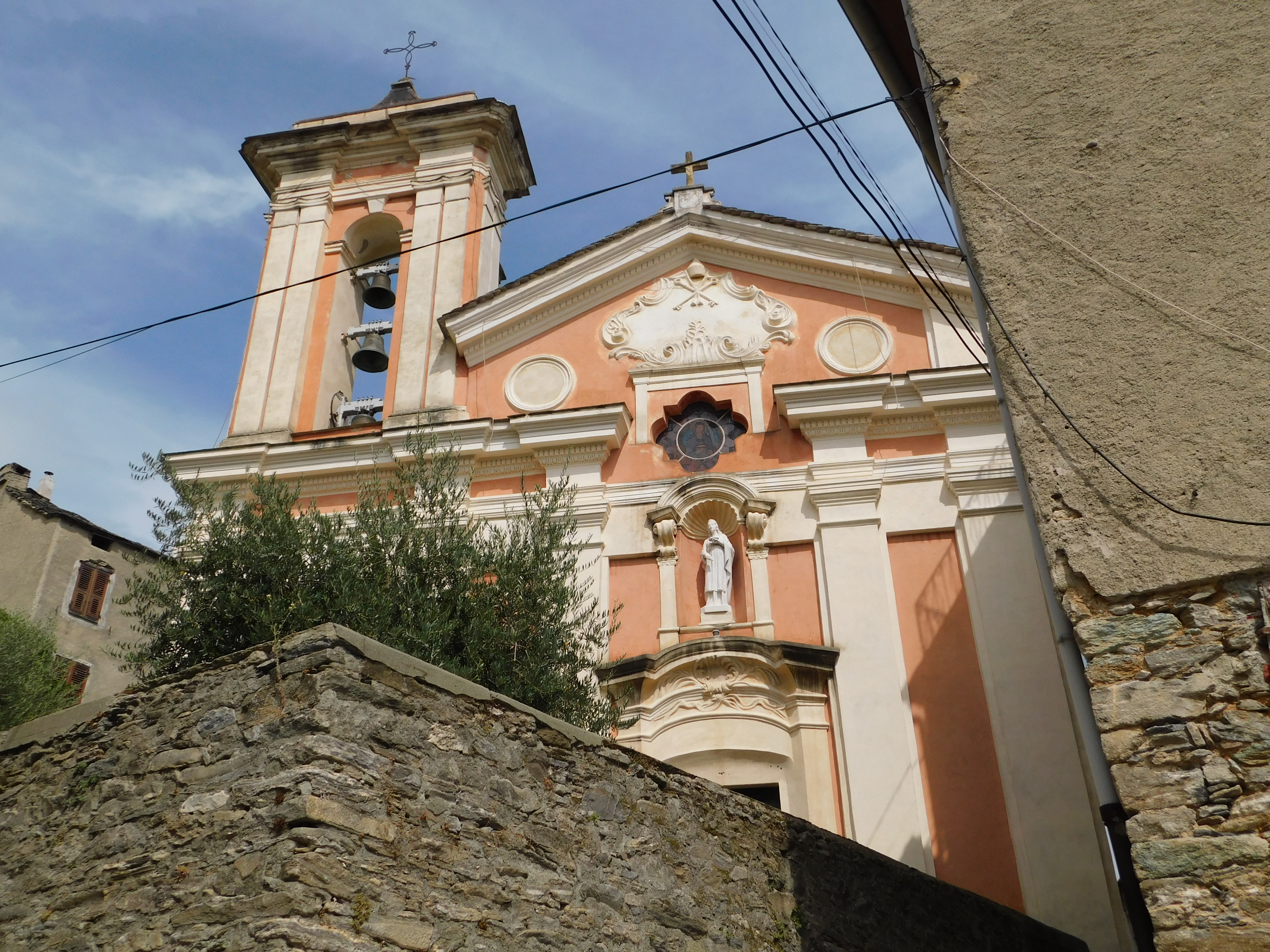
Kirchs Sainte-Lucie

- Ehemaliges Konvent
- Kapelle Saint-Pierre